# Bombardování Katyr-Jurtu
K bombardování Katyr-Jurtu došlo v únoru 2000. V důsledku bombardování bylo zabito 170 až 363 neozbrojených čečenských civilistů, kteří se stali obětí kombinovaného leteckého a dělostřeleckého útoku ruské armády na čečenské povstalce v zatarasené obci Katyr-Jurt (čečensky Котар-Юрт, rusky Катыр-Юрт) a následně na bílými vlajkami označený konvoj vozidel.

## Situace
Od zahájení vojenských operací ze strany ruských vojenských a bezpečnostních sil v Čečensku na podzim roku 1999 byla obec Katyr-Jurt považována za "bezpečnou zónu", kterou od počátku února 2000 obývalo až 25 tisíc jak domorodých, tak odjinud z Čečenska přesídlených, osob. Ačkoliv velitelé ruských vojsk měli k dispozici informace o možném přesunu čečenských povstaleckých formací do Katyr-Jurtu, ruské státní úřady obyvatele Katyr-Jurtu až do 4. února 2000 obyvatelstvo o této skutečnosti neinformovaly.

### Útok na Katyr-Jurt 4. až 7. února 2000
Dne 4. února 2000 vstoupila do obce velká skupina čečenských bojovníků na útěku z hlavního města Groznyj. Ruské ozbrojené síly nato zahájily útok za použití zbraní, jako jsou těžké volně padající letecké bomby, rakety Grad, termobarické pumy, a jiného arzenálu.
Dvě únikové cesty z obce přitom byly ruskou armádou zataraseny a kontrolovány. Zatímco zátarasem na cestě směrem k okresnímu městu Ačchoj-Martan bylo obyvatelům umožněno projít, zátaras směrem k sousední obci Valerik zůstal po většinu doby trvání útoku uzavřen. Ostřelování Katyr-Jurtu pokračovalo až do 7. února 2000 včetně.

### Útok na utečenecký konvoj
Dne 4. února v 15 hodin byl útok na Katyr-Jurt přerušen, byly přistaveny autobusy a bílými vlajkami označenému konvoji bylo umožněno opustit obec. Konvoj s uprchlíky byl však nasměrován na zaminované cesty a v katastru obce Katyr-Jurt na něj byl podniknut další letecký a pozemní útok.

## Rozsudky ESLP
Evropský soud pro lidská práva (ESLP) se zabýval událostmi v Katyr-Jurtu například dne 24. února 2005 v rámci případu Isayeva, Yusupova a Bazayeva proti Rusku a stížnosti č. 57950/00 Isayeva proti Rusku.

### Isayeva proti Rusku
Po obsazení Grozného ruskými vojsky v únoru 2000 přišla do vesnice Katyr-Jurt zcela nečekaně početná skupina čečenských bojovníků. Vesničané byli nuceni ukrýt se před těžkým ruským ostřelováním, které začalo krátce po příchodu povstalců. Když ostřelování příštího dne ustalo, skupina civilistů se pokusila dostat pryč. Poté, co jejich automobily vyjely z vesnice, byly napadeny ze vzduchu, přičemž došlo ke došlo k úmrtí a zranění civilistů. ESLP připustil, že nesporná přítomnost značně početné skupiny ozbrojených bojovníků v Katyr-Jurtu a jejich aktivní odpor mohly ospravedlnit použití smrtících prostředků ze strany osob jednajících jménem státu. Přestože ESLP také připustil, že uvedená vojenská operace měla legitimní cíl, rozhodl, že nebyla neplánovaná.
„(...) Použití těžkých, neřízených, vysoce explozivních leteckých bomb v zalidněné oblasti, mimo válečný stav a bez předchozí evakuace civilistů, nebylo slučitelné s mírou opatrnosti, jaká se očekává od orgánu prosazujícího zákon v demokratické společnosti. (...) Nerozlišující použití zbraní ... nelze ... považovat za slučitelné s mírou opatrnosti nezbytnou při operaci, při níž je osobami jednajícími jménem státu použito smrtících prostředků. V dokumentech, které Soud zkoumal, nebyla jediná zmínka o tom, že by byl civilnímu obyvatelstvu umožněn bezpečný průchod. Pro úvahy Soudu ohledně přiměřenosti odpovědi na útok byla relevantní i ta skutečnost, že se vláda neodvolala na žádné ustanovení vnitrostátních právních předpisů, které by upravovaly použití síly osobami jednajícími jménem státu v takových situacích. I když Soud připustil, že uvedená vojenská operace měla legitimní cíl, rozhodl, že nebyla naplánována a provedena s nezbytnou mírou opatrnosti vůči životům civilního obyvatelstva. Soud proto konstatoval porušení práva na život
podle článku 2 Úmluvy.“
Právní posouzení: Článek 2 (povinnost chránit právo na život)

### Isayeva, Yusupova a Bazayeva proti Rusku
Podle právního posouzení ESLP bylo nesporné, že se stěžovatelky staly terčem leteckého raketového útoku, při kterém došlo k úmrtí a zranění civilistů. Stěžovatelky tvrdily, že v konvoji viděly pouze civilisty, ruská vláda však trvala na tom, že letadla prováděla průzkumný let a byla napadena střelbou z velkorážných zbraní umístěných na nákladním automobilu v konvoji. Podle ESLP se vzhledem ke konfliktu probíhajícímu tou dobou v Čečensku ruské ozbrojené síly mohly domnívat, že došlo k útoku, nebo že takový útok hrozí, a že vzdušný úder byl legitimní odpovědí. Existence „humanitárního koridoru“ a dopravní zácpy však měla být orgánům plánujícím vojenské operace známa a měla je upozornit na nutnost mimořádné opatrnosti. Podle soudu nebylo zřejmé, že by si osoby odpovědné za plánování a řízení operace nebo piloti sami byli této potřeby vědomi. Soud rozhodl, že i za předpokladu, že by ozbrojené síly sledovaly legitimní cíl, nebyla operace naplánována a provedena s nezbytnou opatrností vůči životům civilního obyvatelstva.

## Poznámka
Podobné masakry konvojů, označených bílými vlajkami, byly zaznamenány v roce 1996 během první čečenské války a v roce 1999 během druhé čečenské války. Útoky ruské armády na vesnici Katyr-Jurt byly vedeny již v letech 1995 a 1996.